# فاکسی
فاکسی (به لاتین: Faxi) یک آبشار در ایسلند است که در South of Iceland واقع شده‌است.